# 小川村 (和歌山県東牟婁郡)
小川村（こがわむら）は、和歌山県東牟婁郡にあった村。現在の古座川町の北東部、古座川支流・小川の流域にあたる。

## 地理
- 山岳：鳥屋ノ森山、稲荷山、モウベ山、戸矢倉山、笠置山
- 河川：小川、宇筒井川

## 歴史
- 1889年（明治22年）4月1日 - 町村制の施行により、猿川村・山手村・長洞尾村・大桑村・宇筒井村・西赤木村・田川村・小森川村の区域をもって発足。
- 1943年（昭和18年）3月 - 七川村の山火事が小川村にも延焼。周辺町村を合わせた焼失面積は約29.8キロ平方メートル[1]。
- 1956年（昭和31年）3月31日 - 高池町・明神村・三尾川村・七川村と合併して古座川町が発足。同日小川村廃止。